# 第23回全日本女子サッカー選手権大会
第23回全日本女子サッカー選手権大会（だい23かいぜんにほんじょしさっかーせんしゅけんたいかい）は、2002年（平成14年）1月5日から1月20日にかけて行われた全日本女子サッカー選手権大会。前大会より日本女子サッカーリーグ（L・リーグ）参加チームがさらに1チーム増えたため20チームで実施した。
L・リーグで総合成績3位と躍進したYKK東北女子サッカー部・フラッパーズがはじめて準決勝に進出し田崎ペルーレFCと対戦。敗れはしたが、3大会連続で決勝進出チームを相手に3-1と健闘した。準決勝のもう一戦では前大会で優勝、L・リーグでも総合1位の日テレ・ベレーザが、リーグ4位の伊賀フットボールクラブくノ一に2-1で惜敗。2大会ぶりの組み合わせとなった決勝戦は延長までもつれ込み、くノ一が市民クラブ化後としては初めて、プリマハム時代を含めると3度目の優勝をVゴールにより達成。田崎は2大会連続で準優勝に終わった。

## 成績
- 優勝：伊賀フットボールクラブくノ一
- 準優勝：田崎ペルーレFC
- 第3位：日テレ・ベレーザ、YKK東北女子サッカー部フラッパーズ

## 出場チーム

### 日本女子サッカーリーグ
（第13回L・リーグ総合成績順）
- 日テレ・ベレーザ
- 田崎ペルーレFC
- YKK東北女子サッカー部フラッパーズ
- 伊賀フットボールクラブくノ一
- 浦和レイナスFC
- 清水第八スポーツクラブ
- スペランツァF.C.高槻
- 宝塚バニーズレディースサッカークラブ
- ジェフユナイテッド市原レディース
- ルネサンス熊本フットボールクラブ

### 北海道地域
- 北海道文教大学明清高等学校

### 東北地域
- 聖和学園高等学校

### 関東地域
- ASエルフェン狭山FC
- 東京女子体育大学

### 北信越地域
- 大原学園JaSRA女子サッカークラブ

### 東海地域
- 富士見FCエンジェルス

### 関西地域
- 京都紫光サッカークラブ

### 中国地域
- 広島皆実高等学校

### 四国地域
- 済美高等学校

### 九州地域
- 福岡女学院FCアンクラス（←福岡女学院FC）

## 開催方式

### 試合規定
- 試合時間
  - 1、2回戦:80分（40分ハーフ）
  - 準々決勝以降:90分（45分ハーフ）
- 規定時間内に決しない場合は20分（10分ハーフ）の延長戦（Vゴール方式）→決しない場合はPK戦
- 登録選手:ベンチ入り16名（交代出場3名まで）
- 入場料 
  - 1、2回戦:無料
  - 準々決勝、準決勝、決勝:有料

### 試合会場
1・2回戦
- 日本平スタジアム
- 高崎市浜川陸上競技場
- 愛媛県総合運動公園陸上競技場
- 東平尾公園博多の森球技場

準々決勝
- 埼玉県大宮公園サッカー場
- 広島スタジアム

準決勝
- 国立西が丘サッカー場

決勝
- 国立霞ヶ丘競技場陸上競技場

## 結果

### 1回戦
| 2002年1月5日 13:00 |

| 富士見FCエンジェルス | 1 - 2 | 北海道文教大学明清学園高等学校 |
|                      |       |                                |

| 日本平スタジアム |

| 2002年1月5日 13:00 |

| 大原学園JaSRA女子サッカークラブ | 2 - 1 | 東京女子体育大学 |
|                                 |       |                  |

| 高崎市浜川陸上競技場 |

| 2002年1月5日 13:00 |

| 済美高等学校 | 0 - 6 | 京都紫光サッカークラブ |
|              |       |                        |

| 愛媛県総合運動公園陸上競技場 |

| 2002年1月5日 13:00 |

| 福岡女学院FCアンクラス | 1 - 1 (延長) | 聖和学園高等学校 |
|                        |              |                  |
|                        | PK戦         |                  |
|                        | 1 - 3        |                  |

| 東平尾公園博多の森球技場 |

### 2回戦
| 2002年1月6日 14:00 |

| 日テレ・ベレーザ | 12 - 0 | 北海道文教大学明清学園高等学校 |
|                  |        |                                |

| 日本平スタジアム |

| 2002年1月6日 11:00 |

| ジェフユナイテッド市原レディース | 1 - 1 (延長) | 宝塚バニーズレディース サッカークラブ |
|                                  |              |                                       |
|                                  | PK戦         |                                       |
|                                  | 1 - 2        |                                       |

| 日本平スタジアム |

| 2002年1月6日 14:30 |

| 浦和レイナスFC | 5 - 0 | 広島皆実高等学校 |
|                |       |                  |

| 高崎市浜川陸上競技場 |

| 2002年1月6日 12:00 |

| 大原学園JaSRA女子サッカークラブ | 0 - 6 | 伊賀フットボールクラブくノ一 |
|                                 |       |                              |

| 高崎市浜川陸上競技場 |

| 2002年1月6日 14:00 |

| YKK東北女子サッカー部フラッパーズ | 3 - 0 | 京都紫光サッカークラブ |
|                                   |       |                        |

| 愛媛県総合運動公園陸上競技場 |

| 2002年1月6日 11:00 |

| ASエルフェン狭山FC | 0 - 3 | 清水第八スポーツクラブ |
|                    |       |                        |

| 愛媛県総合運動公園陸上競技場 |

| 2002年1月6日 11:00 |

| スペランツァF.C.高槻 | 4 - 0 | ルネサンス熊本フットボールクラブ |
|                      |       |                                  |

| 東平尾公園博多の森球技場 |

| 2002年1月6日 14:00 |

| 聖和学園高等学校 | 0 - 10 | 田崎ペルーレFC |
|                  |        |                |

| 東平尾公園博多の森球技場 |

### 準々決勝
| 2002年1月13日 14:00 |

| 日テレ・ベレーザ | 4 - 0 | 宝塚バニーズレディース サッカークラブ |
|                  |       |                                       |

| 埼玉県大宮公園サッカー場 |

| 2002年1月13日 11:00 |

| 浦和レイナスFC | 0 - 1 | 伊賀フットボールクラブくノ一 |
|                |       |                              |

| 埼玉県大宮公園サッカー場 |

| 2002年1月13日 11:00 |

| YKK東北女子サッカー部フラッパーズ | 4 - 1 | 清水第八スポーツクラブ |
|                                   |       |                        |

| 広島県営広島スタジアム |

| 2002年1月13日 14:00 |

| スペランツァF.C.高槻 | 0 - 3 | 田崎ペルーレFC |
|                      |       |                |

| 広島県営広島スタジアム |

### 準決勝
| 2002年1月19日 11:00 |

| 日テレ・ベレーザ | 1 - 2 | 伊賀フットボールクラブくノ一 |
|                  |       |                              |

| 国立西が丘サッカー場 |

| 2002年1月19日 14:30 |

| YKK東北女子サッカー部フラッパーズ | 1 - 3 | 田崎ペルーレFC |
|                                   |       |                |

| 国立西が丘サッカー場 |

### 決勝
| 2002年1月20日 13:00 |

| 伊賀フットボールクラブくノ一 | 2v - 1 (延長) | 田崎ペルーレFC |
|                              |               |                |

| 国立霞ヶ丘陸上競技場 |